# アスタナ生命維持マシン
アスタナ生命維持マシン（アスタナせいめいいじマシン、英: Astana Life Ex-situ Machine、ALEM）は、移植のためにドナーから摘出された臓器を最長24時間以上、体外で維持する技術である。カザフスタンの医療研究者とエンジニアによって開発された。

## 開発の経緯
移植のために摘出された臓器は、血流が止まっても機能を維持できる時間（虚血許容時間）はそれぞれ異なり、日本臓器移植ネットワークによると虚血許容時間/搬送許容時間は心臓で4時間/2時間、肺で8時間/6時間、肝臓および小腸で12時間/10時間、比較的虚血許容時間が長い膵臓・腎臓でも24時間/22時間と、搬送許容時間はいずれも24時間に満たない。カザフスタンでは人口100万人当たり年間で約10件の移植手術を必要とし、2012年から2025年まで100例の心臓移植が実施されたが、広大な国土を有する同国では数百～数千キロメートルの移動を要し、天候や輸送インフラの問題もあることから、ドナーとレシピエント双方の準備が整っていても移植が実現できないケースも少なくなかった。心臓外科医、灌流専門医、麻酔科医、蘇生医、形態学者、看護専門家、臨床検査技師、UMC心臓センターのエンジニアによる学際的連携により開発され、2022年より42件の動物実験を実施。心臓、肝臓、肺においてその有効性が確認された。2025年時点では動物実験による前臨床試験に合格しており、ヒトに対する臨床試験に向けた準備が進められている。首都のアスタナで、生産拠点の建設も開始された。

## 技術
装置は幅500mm、重量は50kgほどで、透明なアクリル樹脂のカバーの内側に収納した臓器の状態を観察できるようになっている。体温を維持し、酸素を飽和させた血液を供給することにより体内に近い環境を作り出す。背面にある2つの液晶ディスプレイでは、臓器の温度や圧力、血中ガス濃度などをリアルタイムでモニタリングできる。さらに、レシピエントに移植する前に装置内で薬剤投与、体液除去、超音波検査、冠動脈造影などの処置を行うことも可能である。
2025年に日本で開催されている大阪・関西万博のコモンズF館内にあるカザフスタン館ではALEMの展示が行われている。